# تپه قلعه بر قلعه
تپه قلعه بر قلعه مربوط به دوران‌های تاریخی پس از اسلام است و در شهرستان دیواندره، بخش سارال، روستای بر قلعه واقع شده و این اثر در تاریخ ۲۴ فروردین ۱۳۸۲ با شمارهٔ ثبت ۸۰۲۴ به‌عنوان یکی از آثار ملی ایران به ثبت رسیده‌است.